# Porphyrinia epigramma
Porphyrinia epigramma là một loài bướm đêm trong họ Noctuidae.